# Nacarina robusta
Nacarina robusta is een insect uit de familie van de gaasvliegen (Chrysopidae), die tot de orde netvleugeligen (Neuroptera) behoort. 
Nacarina robusta is voor het eerst wetenschappelijk beschreven door Banks in 1905.